# Маґнушевський плацдарм
Маґнушевський плацдарм (також Варецько-Маґнушевський плацдарм був захоплений в серпні 1944 року на лівому березі Вісли поблизу Маґнушева, що на 60 кілометрів південніше Варшави підрозділами Першого Білоруського фронту (керував маршал СРСР Костянтин Рокоссовський) на заключних моментах Люблін-Берестейської операції.
1 серпня передові загони 8-ї гвардійської армії (командував генерал Василь Чуйков) форсують Віслу та займають плацдарм поблизу Маґнушева. Відразу наводяться переправи, по яких того ж дня на плацдарм переправляються по 2 полки з 25-ї, 35-ї, 57-ї та 79-ї гвардійських стрілецьких дивізій. Новими силами плацдарм розширяється до 15 кілометрів по фронту та 5 км вглиб. На плацдарм було перекинуто до 350 гармат й мінометів; в ході боїв 2-го — 4 серпня радянські війська захопили Маґнушев та розширили плацдарм по фронту до 44 кілометрів й вглиб до 15 км.
Нацистські сили здійснюють ряд контратак протягом 5-го — 13 серпня, були задіяні 2 танкові і 1 піхотна дивізії, літаки Люфтваффе здійснювали до 600 вильотів на добу. Радянське керівництво для посилення 8-ї гвардійської армії переправляє на плацдарм 16-й танковий корпус 2-ї танкової армії, 3-тю піхотну дивізію та 1-шу танкову бригаду (генерал Іван Межицан) Війська Польського. Німецькі контрудари були відбиті із великими втратами з нацистського боку, значну роль в цьому відіграла повітряна підтримка 6-ї та 16-ї повітряної армії.
14 серпня 8-ма гвардійська армія переходить в наступ, згодом для підтримки її дій на плацдарм переводяться головні сили 1-ї армії Війська Польського під керунком генерала Зигмунта Берлінга у співдії з радянськими частинами мали захопити Варшаву. Проте цей задум не було здійснено — через серйозний спротив нацистських сил та недостатні сили Першого Білоруського фронту; частини переходять до оборони.
15 вересня польські частини виводяться з плацдарму із іншим бойовим завданням. В часі Варшавського повстання з Маґнушевського плацдарму до повсталих намагався прорватися 16-й танковий корпус. Після придушення повстання до Маґнушевського плацдарму перекидаються додаткові нацистські сили, зокрема, дивізія «Герман Герінг» та 19-та танкова дивізія.
На плацдармі були споруджені потужні інженерні укріплення, завдяки чому на обмеженій території було розміщено ударне угрупування Першого Білоруського фронту.
У січні 1945 року звідси було здійснено удар головних сил Першого Білоруського фронту в часі проведення Варшавсько-Познанської операції.
Після війни рештки радянських вояків перезахоронювали. На військовому кладовищі в місті Гарволін, в 156 братських могилах знаходяться рештки 10 тисяч чоловік, з них встановлених пофамільно 2530; в Макуві-Мазовецькому — 607 братських могил з 16532 похованнями, відомих — 2675.